# Großer Preis von Großbritannien 1986
Der Große Preis von Großbritannien 1986 (offiziell XXXIX Shell Oils British Grand Prix) fand am 13. Juli auf dem Brands Hatch Circuit in Fawkham statt und war das neunte Rennen der Formel-1-Weltmeisterschaft 1986.

## Berichte

### Hintergrund
Jacques Laffite brach an diesem Wochenende mit seiner 176. Grand-Prix-Teilnahme den zuvor gültigen Rekord, der beim Großen Preis von Brasilien 1975 von Graham Hill aufgestellt worden war.
Zum ersten Mal seit seinem schweren Autounfall im März konnte Teamchef Frank Williams wieder ein Rennen direkt an der Strecke verfolgen.

### Training
Die beiden Williams-Piloten Nelson Piquet und Nigel Mansell dominierten das Training und qualifizierten sich somit für die beiden Startplätze in der ersten Reihe vor Ayrton Senna und Gerhard Berger sowie den beiden McLaren-Teamkollegen Keke Rosberg und Alain Prost.

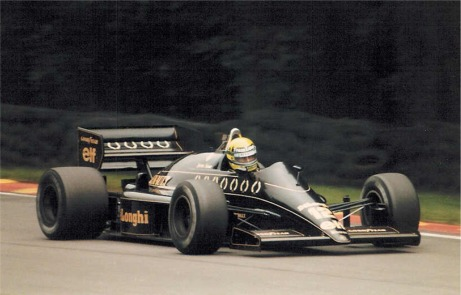
Ayrton Senna im Lotus 98T

### Rennen
Beim Start verlor Mansell aufgrund eines technischen Problems an seinem Williams FW11 einige Plätze. Weiter hinten im Feld ereignete sich ein Unfall, der dadurch ausgelöst wurde, dass Thierry Boutsen die Kontrolle über seinen Arrows A8 verlor, nach links von der Strecke abkam und nach einem Kontakt mit den Leitplanken zurückprallte. Stefan Johansson drängte bei einem abrupten Ausweichversuch unabsichtlich Jacques Laffite von der Strecke ab, sodass dieser frontal in die Leitplanken prallte. Piercarlo Ghinzani, Christian Danner, Allen Berg sowie beide Minardi-Piloten und beide Zakspeed-Fahrer kollidierten mit dem Wagen von Boutsen. Das Rennen wurde abgebrochen. Trotz der Nähe des Unfallortes zur Boxengasse war der ebenfalls in den Unfall verwickelte Fahrerkollege Jonathan Palmer der erste Arzt, der sich um den verletzten Laffite kümmerte. Dieser wurde per Hubschrauber mit schweren Beinbrüchen ins Krankenhaus gebracht. Da seine Genesung mehrere Monate dauerte, war dies das Ende seiner Formel-1-Karriere.
Nach rund eineinhalbstündigen Aufräumarbeiten und dem Warten auf die Rückkehr des Rettungshubschraubers wurde das Rennen neu gestartet. Mansell nahm in einem T-Car daran teil und beendete die erste Runde als Dritter hinter Piquet und Berger. In der dritten Runde überholte er den Österreicher und verkürzte fortan den Rückstand auf seinen Teamkollegen Piquet. Prost lag nach dem Ausfall seines Teamkollegen Rosberg auf dem fünften Rang hinter Senna.
In der 23. Runde machte Piquet einen Fehler beim Schalten, was Mansell prompt ausnutzte, um in Führung zu gehen. Er verteidigte diese Position bis ins Ziel und übernahm dadurch die Führung in der Weltmeisterschaft. Die Ehrenrunde konnte er aufgrund von Kraftstoffmangel nicht zu Ende absolvieren und wurde mit einem Fahrzeug der Streckensicherung zum Podium gebracht, wo er sichtlich erschöpft fast zusammenbrach und daher gestützt werden musste.
Prost beendete das Rennen als Dritter hinter Piquet. René Arnoux erreichte den vierten Platz vor den beiden Tyrrell-Piloten Martin Brundle und Philippe Streiff.

## Meldeliste
| Team                           | Nr. | Fahrer             | Chassis        | Motor                         | Reifen |
| ------------------------------ | --- | ------------------ | -------------- | ----------------------------- | ------ |
| Marlboro McLaren International | 01  | Alain Prost        | McLaren MP4/2C | TAG/Porsche TTE PO1 1.5 V6t   | G      |
| Marlboro McLaren International | 02  | Keke Rosberg       | McLaren MP4/2C | TAG/Porsche TTE PO1 1.5 V6t   | G      |
| Data General Team Tyrrell      | 03  | Martin Brundle     | Tyrrell 015    | Renault EF15 1.5 V6t          | G      |
| Data General Team Tyrrell      | 04  | Philippe Streiff   | Tyrrell 015    | Renault EF15 1.5 V6t          | G      |
| Canon Williams Honda Team      | 05  | Nigel Mansell      | Williams FW11  | Honda RA166E 1.5 V6t          | G      |
| Canon Williams Honda Team      | 06  | Nelson Piquet      | Williams FW11  | Honda RA166E 1.5 V6t          | G      |
| Motor Racing Developments      | 07  | Riccardo Patrese   | Brabham BT54   | BMW M12/13 1.5 L4t            | P      |
| Motor Racing Developments      | 08  | Derek Warwick      | Brabham BT55   | BMW M12/13 1.5 L4t            | P      |
| John Player Special Team Lotus | 11  | Johnny Dumfries    | Lotus 98T      | Renault EF15B 1.5 V6t         | G      |
| John Player Special Team Lotus | 12  | Ayrton Senna       | Lotus 98T      | Renault EF15B 1.5 V6t         | G      |
| West Zakspeed Racing           | 14  | Jonathan Palmer    | Zakspeed 861   | Zakspeed 1500/4 1.5 L4t       | G      |
| West Zakspeed Racing           | 29  | Huub Rothengatter  | Zakspeed 861   | Zakspeed 1500/4 1.5 L4t       | G      |
| Team Haas (USA) Ltd            | 15  | Alan Jones         | Lola THL2      | Ford Cosworth GBA 1.5 V6t     | G      |
| Team Haas (USA) Ltd            | 16  | Patrick Tambay     | Lola THL2      | Ford Cosworth GBA 1.5 V6t     | G      |
| Barclay Arrows BMW             | 17  | Christian Danner   | Arrows A8      | BMW M12/13 1.5 L4t            | G      |
| Barclay Arrows BMW             | 18  | Thierry Boutsen    | Arrows A8      | BMW M12/13 1.5 L4t            | G      |
| Benetton Formula Ltd           | 19  | Teo Fabi           | Benetton B186  | BMW M12/13 1.5 L4t            | P      |
| Benetton Formula Ltd           | 20  | Gerhard Berger     | Benetton B186  | BMW M12/13 1.5 L4t            | P      |
| Osella Squadra Corse           | 21  | Piercarlo Ghinzani | Osella FA1H    | Alfa Romeo 890T 1.5 V8t       | P      |
| Osella Squadra Corse           | 22  | Allen Berg         | Osella FA1G    | Alfa Romeo 890T 1.5 V8t       | P      |
| Minardi F1 Team                | 23  | Andrea de Cesaris  | Minardi M185B  | Motori Moderni 615-90 1.5 V6t | P      |
| Minardi F1 Team                | 24  | Alessandro Nannini | Minardi M185B  | Motori Moderni 615-90 1.5 V6t | P      |
| Équipe Ligier                  | 25  | René Arnoux        | Ligier JS27    | Renault EF15 1.5 V6t          | P      |
| Équipe Ligier                  | 26  | Jacques Laffite    | Ligier JS27    | Renault EF15 1.5 V6t          | P      |
| Scuderia Ferrari SpA SEFAC     | 27  | Michele Alboreto   | Ferrari F1/86  | Ferrari 032 1.5 V6t           | G      |
| Scuderia Ferrari SpA SEFAC     | 28  | Stefan Johansson   | Ferrari F1/86  | Ferrari 032 1.5 V6t           | G      |

## Klassifikationen

### Qualifying
| Pos. | Fahrer             | Konstrukteur           | Qualifikationstraining 1 | Qualifikationstraining 1 | Qualifikationstraining 2 | Qualifikationstraining 2 | Start |
| Pos. | Fahrer             | Konstrukteur           | Zeit                     | Ø-Geschwindigkeit        | Zeit                     | Ø-Geschwindigkeit        | Start |
| ---- | ------------------ | ---------------------- | ------------------------ | ------------------------ | ------------------------ | ------------------------ | ----- |
| 01   | Nelson Piquet      | Williams-Honda         | 1:07,690                 | 223,744 km/h             | 1:06,961                 | 226,179 km/h             | 01    |
| 02   | Nigel Mansell      | Williams-Honda         | 1:08,818                 | 220,076 km/h             | 1:07,399                 | 224,710 km/h             | 02    |
| 03   | Ayrton Senna       | Lotus-Renault          | 1:09,042                 | 219,362 km/h             | 1:07,524                 | 224,294 km/h             | 03    |
| 04   | Gerhard Berger     | Benetton-BMW           | 1:08,196                 | 222,083 km/h             | 1:09,008                 | 219,470 km/h             | 04    |
| 05   | Keke Rosberg       | McLaren-TAG-Porsche    | 1:09,479                 | 217,982 km/h             | 1:08,477                 | 221,172 km/h             | 05    |
| 06   | Alain Prost        | McLaren-TAG-Porsche    | 1:09,779                 | 217,045 km/h             | 1:09,334                 | 218,438 km/h             | 06    |
| 07   | Teo Fabi           | Benetton-BMW           | 1:11,819                 | 210,880 km/h             | 1:09,409                 | 218,202 km/h             | 07    |
| 08   | René Arnoux        | Ligier-Renault         | 1:09,971                 | 216,450 km/h             | 1:09,543                 | 217,782 km/h             | 08    |
| 09   | Derek Warwick      | Brabham-BMW            | 1:12,403                 | 209,179 km/h             | 1:10,209                 | 215,716 km/h             | 09    |
| 10   | Johnny Dumfries    | Lotus-Renault          | 1:10,304                 | 215,424 km/h             | 1:10,583                 | 214,573 km/h             | 10    |
| 11   | Martin Brundle     | Tyrrell-Renault        | 1:11,432                 | 212,023 km/h             | 1:10,334                 | 215,333 km/h             | 11    |
| 12   | Michele Alboreto   | Ferrari                | 1:11,662                 | 211,342 km/h             | 1:10,338                 | 215,320 km/h             | 12    |
| 13   | Thierry Boutsen    | Arrows-BMW             | 1:12,333                 | 209,382 km/h             | 1:10,941                 | 213,490 km/h             | 13    |
| 14   | Alan Jones         | Lola-Ford              | 1:12,060                 | 210,175 km/h             | 1:11,121                 | 212,950 km/h             | 14    |
| 15   | Riccardo Patrese   | Brabham-BMW            | 1:12,513                 | 208,862 km/h             | 1:11,267                 | 212,514 km/h             | 15    |
| 16   | Philippe Streiff   | Tyrrell-Renault        | 1:11,682                 | 211,283 km/h             | 1:11,450                 | 211,969 km/h             | 16    |
| 17   | Patrick Tambay     | Lola-Ford              | 1:13,376                 | 206,405 km/h             | 1:11,458                 | 211,945 km/h             | 17    |
| 18   | Stefan Johansson   | Ferrari                | 1:11,500                 | 211,821 km/h             | 1:11,568                 | 211,620 km/h             | 18    |
| 19   | Jacques Laffite    | Ligier-Renault         | 1:12,715                 | 208,282 km/h             | 1:12,281                 | 209,532 km/h             | 19    |
| 20   | Alessandro Nannini | Minardi-Motori Moderni | 1:12,848                 | 207,901 km/h             | 1:13,496                 | 206,068 km/h             | 20    |
| 21   | Andrea de Cesaris  | Minardi-Motori Moderni | 1:14,366                 | 203,658 km/h             | 1:12,980                 | 207,525 km/h             | 21    |
| 22   | Jonathan Palmer    | Zakspeed               | 1:14,678                 | 202,807 km/h             | 1:13,009                 | 207,443 km/h             | 22    |
| 23   | Christian Danner   | Arrows-BMW             | 1:13,261                 | 206,729 km/h             | 1:13,421                 | 206,279 km/h             | 23    |
| 24   | Piercarlo Ghinzani | Osella-Alfa Romeo      | 1:16,440                 | 198,132 km/h             | 1:16,134                 | 198,928 km/h             | 24    |
| 25   | Huub Rothengatter  | Zakspeed               | 1:17,357                 | 195,783 km/h             | 1:16,854                 | 197,065 km/h             | 25    |
| 26   | Allen Berg         | Osella-Alfa Romeo      | 1:18,319                 | 193,378 km/h             | keine Zeit               | –                        | 26    |

### Rennen
| Pos. | Fahrer             | Konstrukteur           | Runden | Stopps | Zeit        | Start | Schnellste Runde |
| ---- | ------------------ | ---------------------- | ------ | ------ | ----------- | ----- | ---------------- |
| 01   | Nigel Mansell      | Williams-Honda         | 75     | 1      | 1:30:38,471 | 02    | 1:09,593 (69.)   |
| 02   | Nelson Piquet      | Williams-Honda         | 75     | 1      | + 5,574     | 01    | 1:09,805 (68.)   |
| 03   | Alain Prost        | McLaren-TAG-Porsche    | 74     | 0      | + 1 Runde   | 06    | 1:10,827 (54.)   |
| 04   | René Arnoux        | Ligier-Renault         | 73     | 0      | + 2 Runden  | 08    | 1:12,790 (56.)   |
| 05   | Martin Brundle     | Tyrrell-Renault        | 72     | 0      | + 3 Runden  | 11    | 1:13,386 (65.)   |
| 06   | Philippe Streiff   | Tyrrell-Renault        | 72     | 0      | + 3 Runden  | 16    | 1:13,553 (70.)   |
| 07   | Johnny Dumfries    | Lotus-Renault          | 72     | 0      | + 3 Runden  | 10    | 1:13,077 (71.)   |
| 08   | Derek Warwick      | Brabham-BMW            | 72     | 0      | + 3 Runden  | 09    | 1:12,926 (37.)   |
| 09   | Jonathan Palmer    | Zakspeed               | 69     | 0      | + 6 Runden  | 22    | 1:16,985 (37.)   |
| –    | Thierry Boutsen    | Arrows-BMW             | 62     | 0      | NC          | 13    | 1:17,103 (57.)   |
| –    | Patrick Tambay     | Lola-Ford              | 60     | 0      | DNF         | 17    | 1:13,460 (48.)   |
| –    | Michele Alboreto   | Ferrari                | 51     | 0      | DNF         | 12    | 1:12,741 (38.)   |
| –    | Alessandro Nannini | Minardi-Motori Moderni | 50     | 0      | DNF         | 20    | 1:16,427 (35.)   |
| –    | Teo Fabi           | Benetton-BMW           | 45     | 0      | DNF         | 07    | 1:12,644 (45.)   |
| –    | Riccardo Patrese   | Brabham-BMW            | 39     | 0      | DNF         | 15    | 1:12,422 (39.)   |
| –    | Ayrton Senna       | Lotus-Renault          | 27     | 0      | DNF         | 03    | 1:14,024 (23.)   |
| –    | Huub Rothengatter  | Zakspeed               | 24     | 0      | DNF         | 25    | 1:17,814 (21.)   |
| –    | Andrea de Cesaris  | Minardi-Motori Moderni | 23     | 0      | DNF         | 21    | 1:16,380 (22.)   |
| –    | Alan Jones         | Lola-Ford              | 22     | 0      | DNF         | 14    | 1:14,992 (19.)   |
| –    | Gerhard Berger     | Benetton-BMW           | 22     | 0      | DNF         | 04    | 1:13,247 (19.)   |
| –    | Stefan Johansson   | Ferrari                | 20     | 0      | DNF         | 18    | 1:15,490 (09.)   |
| –    | Keke Rosberg       | McLaren-TAG-Porsche    | 7      | 0      | DNF         | 05    | 1:14,639 (05.)   |
| –    | Jacques Laffite    | Ligier-Renault         | 0      | 0      | DNF         | 19    | –                |
| –    | Christian Danner   | Arrows-BMW             | 0      | 0      | DNF         | 23    | –                |
| –    | Piercarlo Ghinzani | Osella-Alfa Romeo      | 0      | 0      | DNF         | 24    | –                |
| –    | Allen Berg         | Osella-Alfa Romeo      | 0      | 0      | DNF         | 26    | –                |

## WM-Stände nach dem Rennen
Die ersten sechs des Rennens bekamen 9, 6, 4, 3, 2 bzw. 1 Punkt(e). In der Fahrerwertung wurden die besten elf Resultate, in der Konstrukteurswertung alle Resultate gewertet.

### Fahrerwertung
| Pos. | Fahrer           | Konstrukteur        | Punkte |
| ---- | ---------------- | ------------------- | ------ |
| 01   | Nigel Mansell    | Williams-Honda      | 47     |
| 02   | Alain Prost      | McLaren-TAG-Porsche | 42     |
| 03   | Ayrton Senna     | Lotus-Renault       | 36     |
| 04   | Nelson Piquet    | Williams-Honda      | 29     |
| 05   | Keke Rosberg     | McLaren-TAG-Porsche | 17     |
| 06   | Jacques Laffite  | Ligier-Renault      | 14     |
| 07   | René Arnoux      | Ligier-Renault      | 11     |
| 08   | Stefan Johansson | Ferrari             | 7      |
| 09   | Michele Alboreto | Ferrari             | 6      |
| 10   | Gerhard Berger   | Benetton-BMW        | 6      |
| 11   | Martin Brundle   | Tyrrell-Renault     | 4      |
| 12   | Riccardo Patrese | Brabham-BMW         | 2      |
| 13   | Teo Fabi         | Benetton-BMW        | 2      |
| 14   | Philippe Streiff | Tyrrell-Renault     | 1      |
| 15   | Thierry Boutsen  | Arrows-BMW          | 0      |

| Pos. | Fahrer             | Konstrukteur                   | Punkte |
| ---- | ------------------ | ------------------------------ | ------ |
| 16   | Johnny Dumfries    | Lotus-Renault                  | 0      |
| 17   | Jonathan Palmer    | Zakspeed                       | 0      |
| 18   | Elio de Angelis    | Brabham-BMW                    | 0      |
| 19   | Patrick Tambay     | Lola-Hart/-Ford                | 0      |
| 21   | Derek Warwick      | Brabham-BMW                    | 0      |
| 20   | Marc Surer         | Arrows-BMW                     | 0      |
| 22   | Alan Jones         | Lola-Hart/-Ford                | 0      |
| 23   | Christian Danner   | Arrows-BMW / Osella-Alfa Romeo | 0      |
| 24   | Huub Rothengatter  | Zakspeed                       | 0      |
| –    | Alessandro Nannini | Minardi-Motori Moderni         | 0      |
| –    | Andrea de Cesaris  | Minardi-Motori Moderni         | 0      |
| –    | Piercarlo Ghinzani | Osella-Alfa Romeo              | 0      |
| –    | Eddie Cheever      | Lola-Hart/-Ford                | 0      |
| –    | Allen Berg         | Osella-Alfa Romeo              | 0      |

### Konstrukteurswertung
| Pos. | Konstrukteur        | Punkte |
| ---- | ------------------- | ------ |
| 01   | Williams-Honda      | 76     |
| 02   | McLaren-TAG-Porsche | 60     |
| 03   | Lotus-Renault       | 36     |
| 04   | Ligier-Renault      | 25     |
| 05   | Ferrari             | 13     |
| 06   | Benetton-BMW        | 8      |
| 07   | Tyrrell-Ford        | 5      |

| Pos. | Konstrukteur           | Punkte |
| ---- | ---------------------- | ------ |
| 08   | Brabham-BMW            | 2      |
| 09   | Arrows-BMW             | 0      |
| 10   | Zakspeed               | 0      |
| 11   | Lola-Hart/-Ford        | 0      |
| –    | Osella-Alfa Romeo      | 0      |
| –    | Minardi-Motori Moderni | 0      |